# Wydawnictwo Anagram
Wydawnictwo Anagram (zapis stylizowany: ANAGRAM) – polskie wydawnictwo powstałe w 1991 w Warszawie.
Początkowo wydawało książki jako Spółdzielnia Wydawnicza Anagram (wśród założycieli Spółdzieli był m.in. Jerzy Koperski i Zbigniew Jerzyna). W 2013 powstało Wydawnictwo Anagram sp. z o.o., które kontynuuje działalność wydawniczą Spółdzielni. Wydaje przede wszystkim książki poetyckie oraz w mniejszym zakresie prozę.
Wśród autorów wydanych książek są m.in.: Adonis, Ernest Bryll, Dariusz Dziurzyński, Julia Hartwig, Barbara Janas-Dudek, Zbigniew Jerzyna, Gabriel Leon Kamiński, Ołeksandr Kłymenko, Marcin Królikowski, Ewa Lipska, Mirka Szychowiak, Katarzyna Zwolska-Płusa. W serii klasyki polskiej wydano tomy Adama Asnyka, Adama Mickiewicza, Kazimierza Przerwy-Tetmajera, Juliusza Słowackiego, Leopolda Staffa, a w innych seriach oraz poza seriami m.in. książki Mariny Cwietajewej, Ericha Frieda, Bolesława Leśmiana, Marii Pawlikowskiej-Jasnorzewskiej, Edwarda Stachury, Emila Zegadłowicza. Wydawnictwo jest prowadzone obecnie przez Magdalenę Koperską-Stachniak, córkę Jerzego Koperskiego.

## Ważniejsze wyróżnienia dla wydanych książek
- nominacja do Nagrody Literackiej im. Witolda Gombrowicza 2019: Anna Wiśniewska-Grabarczyk, Porzeczkowy Josef[2]
- nominacja do Literackiej Nagrody Europy Środkowej „Angelus” 2022: Ołeh Polakow, Lodowa Karuzela (tłum. Ryszard Kupidura)[3]
- Lubuski Wawrzyn Literacki 2024 w kategorii proza: Marcin Mielcarek, Skoczek[4]
- Lubuski Wawrzyn Literacki 2024 w kategorii poezja: Bartosz Konopnicki, Zapisy promieniowania[4]
- nominacja do Nagrody Poetyckiej im. Kazimierza Hoffmana „Kos” 2025: Mirka Szychowiak, Poza zasięgiem[5]